# René Desmaison
Pour les articles homonymes, voir Desmaison.
René Desmaison, né le 14 avril 1930  à Bourdeilles (Dordogne) et mort le 28 septembre 2007 à Marseille, est un alpiniste français.
Guide de haute montagne, alpiniste de haut niveau, René Desmaison est l'auteur, à partir du milieu des années 1950 et pendant plus de 30 ans, de nombreuses premières ascensions de grande difficulté dans les Alpes, l'Himalaya et les Andes. Alpiniste très médiatisé, il est impliqué dans plusieurs polémiques.

## Biographie
À la mort de sa mère, le jeune René Desmaison qui n'a pas encore 14 ans, quitte Marsac près de Périgueux et suit son parrain Paul Roze à Antony en région parisienne où il fréquentera le mouvement scout. Il y rencontre Pierre Kohlmann avec qui il pratique, le dimanche, l'escalade en forêt de Fontainebleau, en compagnie d'autres jeunes antoniens dont les futurs alpinistes Bernard Lagesse et André Bertrand.
René Desmaison effectue son service militaire à Briançon dans une section d'éclaireurs-skieurs du 99e bataillon d'infanterie alpine,. Devenu sergent il participe au championnat de ski militaire.
De retour à Paris, il se marie et aura deux filles et un fils, Pascal. Après avoir été vendeur dans un magasin de sport, il est visiteur détaillant d'électroménager puis devient vendeur de perceuses à percussion. Il passe des week-ends prolongés en montagne ou va grimper à Fontainebleau et aux rochers du Saussois où il rencontre l'alpiniste Jean Couzy en 1954. Cette rencontre avec Jean Couzy est déterminante : ensemble, ils réalisent nombre de grandes ascensions ainsi que des premières jusqu'au décès en montagne de Jean Couzy quatre ans plus tard.
Au début des années 1960, il se sépare de son épouse et se marie à Simone (1926-2020), actrice, mère de deux filles et sœur de l'écrivain et cinéaste José Giovanni avec lequel il pratiquait l'escalade, à Fontainebleau notamment ; René Desmaison accède ainsi au monde des vedettes du cinéma. Avant de devenir guide de haute montagne en 1961, il est déjà professeur d'alpinisme à l'ENSA à partir de 1960 ; attaché à son indépendance, il quittera l'ENSA en 1963. Devenu un très grand alpiniste, un des pionniers du grand alpinisme hivernal, René Desmaison grimpe tant dans les Alpes que dans l'Himalaya et trouve la médiatisation,. En parallèle de ses activités d'alpiniste, il travaille comme conseiller et représentant de commerce pour des fabricants de matériel de montagne.
En 1971, René Desmaison frôle la mort lors de la tentative hivernale d'une nouvelle voie sur l'éperon Walker des Grandes Jorasses : son compagnon de cordée Serge Gousseault meurt de froid et d'épuisement tandis que René Desmaison est sauvé in extremis par les secours alors qu'il était immobilisé à 90 mètres du sommet.
À partir de 1976, René Desmaison se consacre, avec son fils Pascal notamment, à des expéditions dans les Andes péruviennes. Il devient cinéaste-conférencier et est l'un des piliers de Connaissance du Monde. En 1988 son couple avec Simone éclate et, avec sa nouvelle compagne, il devient à nouveau père d'une petite fille, Aurélie, en 1991,.

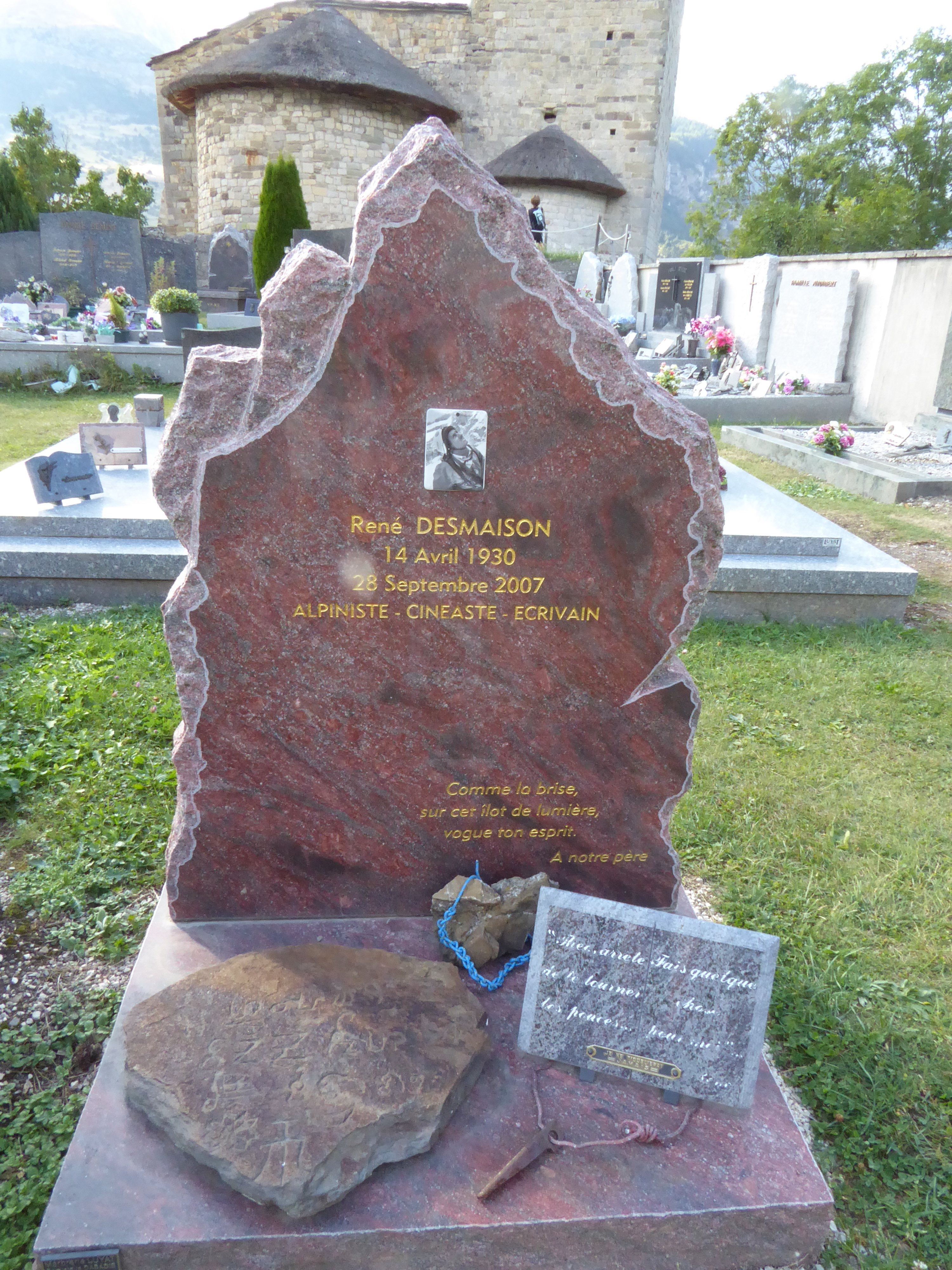
Tombe dans le Dévoluy

René Desmaison décède d'un cancer le 28 septembre 2007, à l'hôpital de la Timone à Marseille. Ses cendres sont déposées le 28 octobre 2007 dans le cimetière de la chapelle des Gicons, encore appelée Mère-Église, dominant le village de Saint-Disdier, porte d'entrée du massif du Dévoluy qu'il affectionnait particulièrement.

## Principales ascensions
René Desmaison totalise quelque 1 000 ascensions dont 114 premières.

### La cordée Couzy-Desmaison

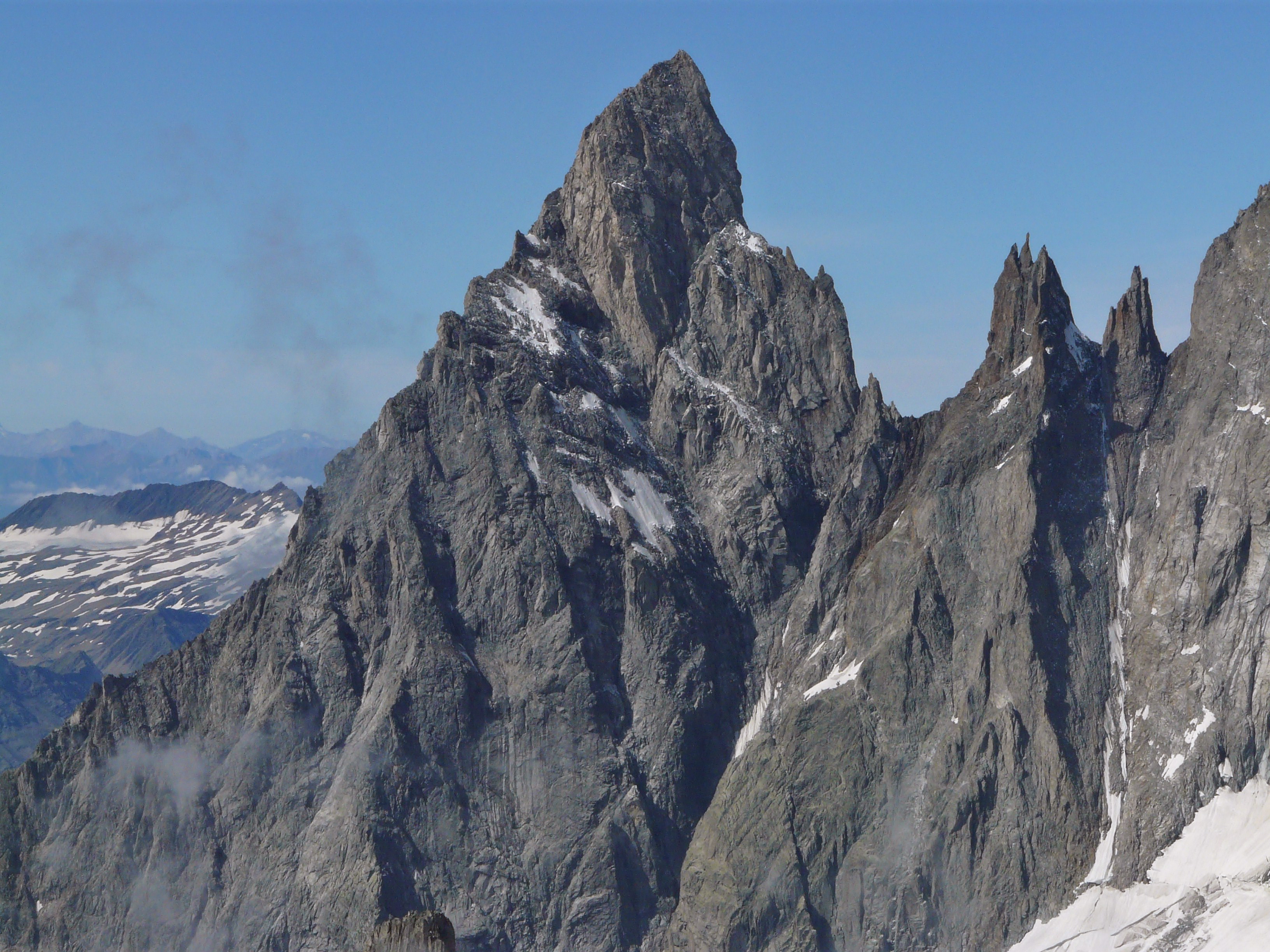
Vue du versant est de l'aiguille Noire de Peuterey, avec l'arête nord sur la droite

Après avoir répété en 1955 avec Jean Couzy la face ouest des Drus dont ils effectuent la quatrième ascension, René Desmaison décide avec Jean Couzy d'ouvrir de nouveaux itinéraires alpins l'année suivante. En 1956, leur cordée fait la première ascension de l'arête nord de l'aiguille Noire de Peuterey dans le massif du Mont-Blanc puis, dans l'Oisans, ils gravissent pour la première fois la face nord-ouest de l'Olan.
Début 1957, Jean Couzy et René Desmaison s'engagent dans le grand alpinisme hivernal en réalisant la première hivernale de la face ouest des Drus.
En 1958, Jean Couzy et Réné Desmaison vont dans les Dolomites avec l'intention d'ouvrir à la Cima ovest, en escalade artificielle, une voie directe qu'ils avaient imaginée l'été précédent. Ils ne parviennent pas à mener à bien leur projet mais réalisent la troisième ascension de la voie directe de la Cima Grande ouverte la même année par les Allemands Lothar Brandler et Dietrich Hasse.
Des trois principaux éperons de la face nord des Grandes Jorasses dans le massif du Mont-Blanc, seul l'éperon Marguerite reste encore vierge en 1958. En août, Jean Couzy et René Desmaison décident d'en tenter l'ascension, c'est le dernier succès de leur cordée que René Desmaison qualifiera d'« exceptionnelle ». Jean Couzy trouve en effet la mort le 3 novembre suivant, touché par une pierre alors qu'il ouvre une voie dans le massif du Dévoluy.

### Expéditions au Jannu

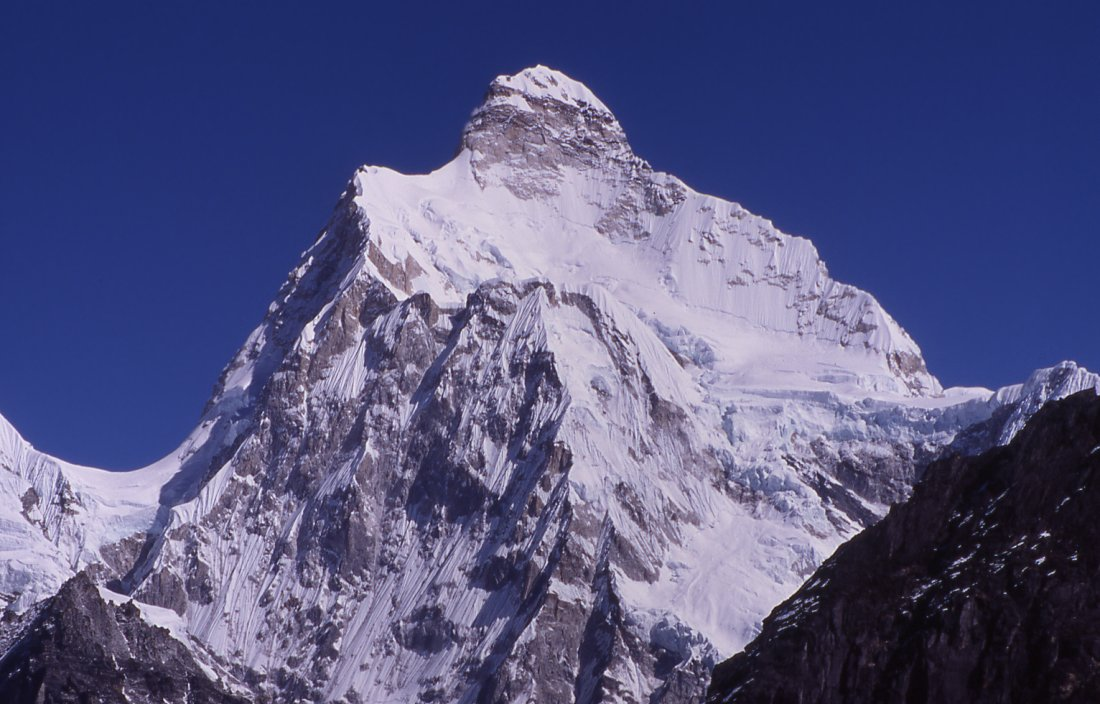
Vue du versant sud du Jannu, avec sur la droite la partie supérieure de l'arête sud-est par laquelle le sommet a été atteint

En avril 1962, René Desmaison participe pour la deuxième fois à une expédition de la Fédération française de la montagne au Jannu (7 710 m) dans l'Himalaya, à la frontière népalo-tibétaine.
Il avait déjà effectué une tentative d'ascension de ce sommet en 1959 avec une expédition dirigée par Jean Franco et Lionel Terray, à laquelle participaient également Jean Bouvier, Pierre Lerroux, Robert Paragot, Maurice Lenoir, Guido Magnone et James Lartizien, médecin. Cette première expédition fut un échec mais c'était la « première fois que des alpinistes ouvraient une voie aussi difficile en Himalaya ».
Cette seconde expédition, dirigée par Lionel Terray est un succès : le 27 avril 1962 à 16h30, Robert Paragot, Paul Keller, René Desmaison et le sherpa Gyalzène Mitchung sont au sommet de Jannu. Le lendemain, c'est André Bertrand, Yves Pollet-Villard, Jean Ravier et Lionel Terray qui atteignent le sommet.
Pour ces deux expéditions, des masques à oxygène sont utilisés.

### Ascensions dans les Alpes
À la fin des années 1950 et tout au long des années 1960, René Desmaison réalise de nombreuses premières dans les Alpes ou de prestigieuses répétitions.

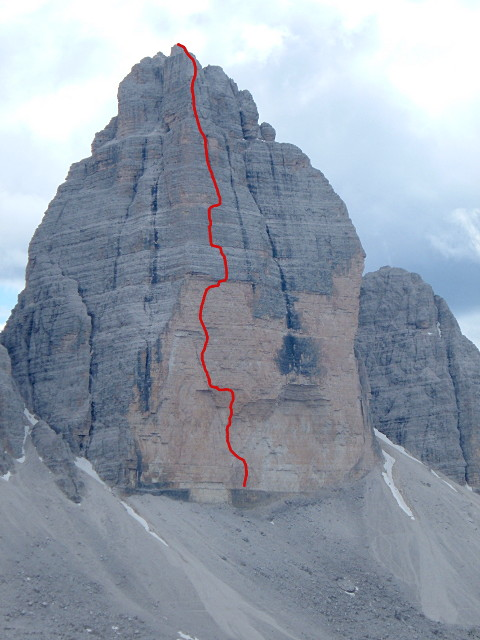
Vue de la face nord de la Cima ovest, avec, en rouge, le tracé de la voie Couzy

En juillet 1959, dans les Dolomites, il ouvre avec Pierre Mazeaud, Pierre Kohlmann et Bernard Lagesse la voie directe de la Cima ovest (voie Couzy) qu'il avait imaginée avec Jean Couzy.
Le 20 mars 1960, il réussit la première hivernale de la face nord de l'Olan dans l'Oisans par la voie Devies-Gervasutti avec Fernand Audibert, Georges Payot et Jean Puiseux.
En septembre 1961, accompagné d'André Bertrand et de Yves Pollet-Villard, il effectue la première ascension du pilier oriental du Pic de Bure, dans le massif du Dévoluy. Cette ascension est présentée à l'époque comme « l'escalade la plus difficile des massifs calcaires des Alpes françaises » ; cotée TD+ (Très Difficile supérieur), elle reste aujourd'hui une entreprise sérieuse et emblématique du massif.
Du 5 au 8 février 1963, René Desmaison et Jacques Batkin (dit Farine) réussissent, après une première tentative interrompue par la tempête, la seconde ascension hivernale de l'éperon Walker des Grandes Jorasses, dans le massif du Mont-Blanc, quelques jours après la première réalisée par les Italiens Walter Bonatti et Cosimo Zappelli.
Avec Robert Flematti, il accomplit la première ascension hivernale du pilier central du Freney, atteignant le sommet du mont Blanc le 13 février 1967.
En janvier 1968, il s'engage à nouveau avec Robert Flematti dans une première hivernale, l'ascension du Linceul aux Grandes Jorasses. René Desmaison assure la médiatisation de cette première en la faisant suivre en direct aux auditeurs de RTL grâce à deux radios de 3 kg qu'ils transportent pendant toute l'ascension qui dura neuf jours,.

### La voie Gousseault aux Grandes Jorasses

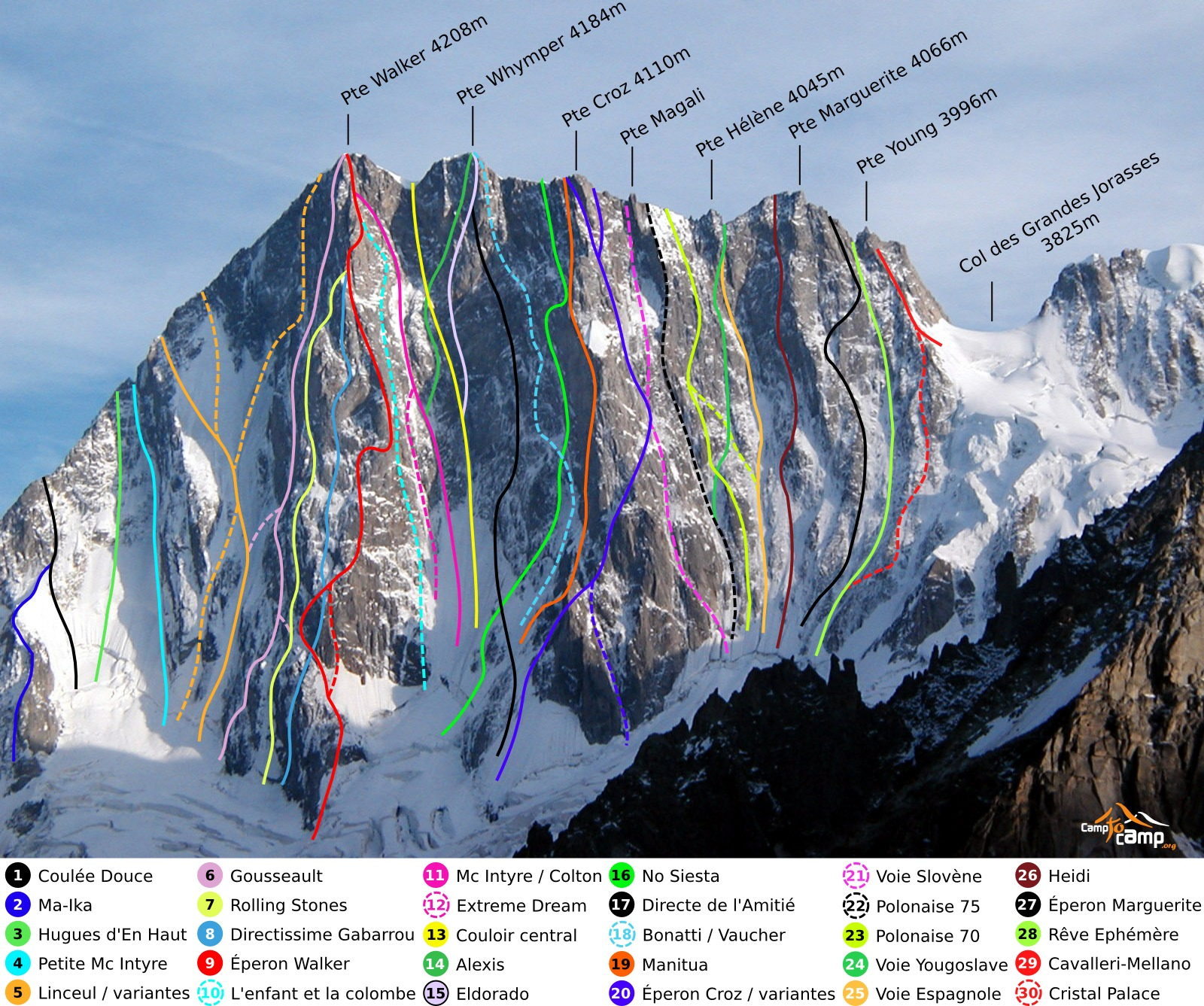
Vue de la face nord des Grandes Jorasses, avec :
- la voie du Linceul, première hivernale réalisée avec Robert Flematti en février 1967 (voie 5, jaune) ;
- la voie Gousseault ouverte en février 1971 et février 1973 (voie 6, mauve) ;
- la voie de l'éperon Walker réalisée en hiver avec Jack Batkin en 1963 (voie 9, rouge) ;
- la voie de l'éperon Marguerite ouverte avec Jean Couzy en 1958 (voie 27, noir)

René Desmaison veut ouvrir une nouvelle voie, directe, à l'éperon Walker des Grandes Jorasses dans le massif du Mont-Blanc. Pour cette première, qu'il souhaite hivernale, il choisit comme compagnon de cordée un jeune guide, Serge Gousseault. Ils commencent leur ascension le 10 février 1971. L'ascension est difficile, les cordes sont gravement endommagées par les chutes de pierres et ils rencontrent le mauvais temps. Serge Gousseault se fatigue et souffre du froid, il a des gelures aux mains et a de plus en plus de mal à grimper. Les pitons manquent, les vivres s'épuisent, le contact radio est coupé. Serge Gousseault finit par mourir de froid et d'épuisement quelques dizaines de mètres sous le sommet. Choqué, René Desmaison ne peut se résoudre à laisser son compagnon et ne poursuit pas immédiatement l'ascension : « Je n'avais plus envie. J'avais échoué, Serge était mort » expliquera-t-il. Épuisé à son tour, il reste bloqué à 90 mètres du sommet et attend plusieurs jours les secours héliportés qui finiront par réussir à se poser à 4 133 m près du sommet des Grandes Jorasses (4 208 m) et à le sauver le 25 février, après deux semaines dans la paroi.
René Desmaison est atteint, tant physiquement que psychologiquement, par cette terrible ascension. Pour retrouver confiance en ses capacités, à l'été 1972, il décide de s'engager dans une nouvelle course d'envergure, la première solitaire en intégrale de l'arête de Peuterey, arête longue et difficile qui mène au sommet du mont Blanc. Il ajoute ainsi à son actif une nouvelle première.
Le 16 février 1973, en compagnie du guide italien Giorgio Bertone et du chamoniard Michel Claret, René Desmaison parvient à terminer sa voie directe, qu'il dénomme voie Gousseault, sur l'éperon Walker des Grandes Jorasses.

### Les Andes
À partir de 1976, René Desmaison entreprend des expéditions dans les Andes péruviennes.

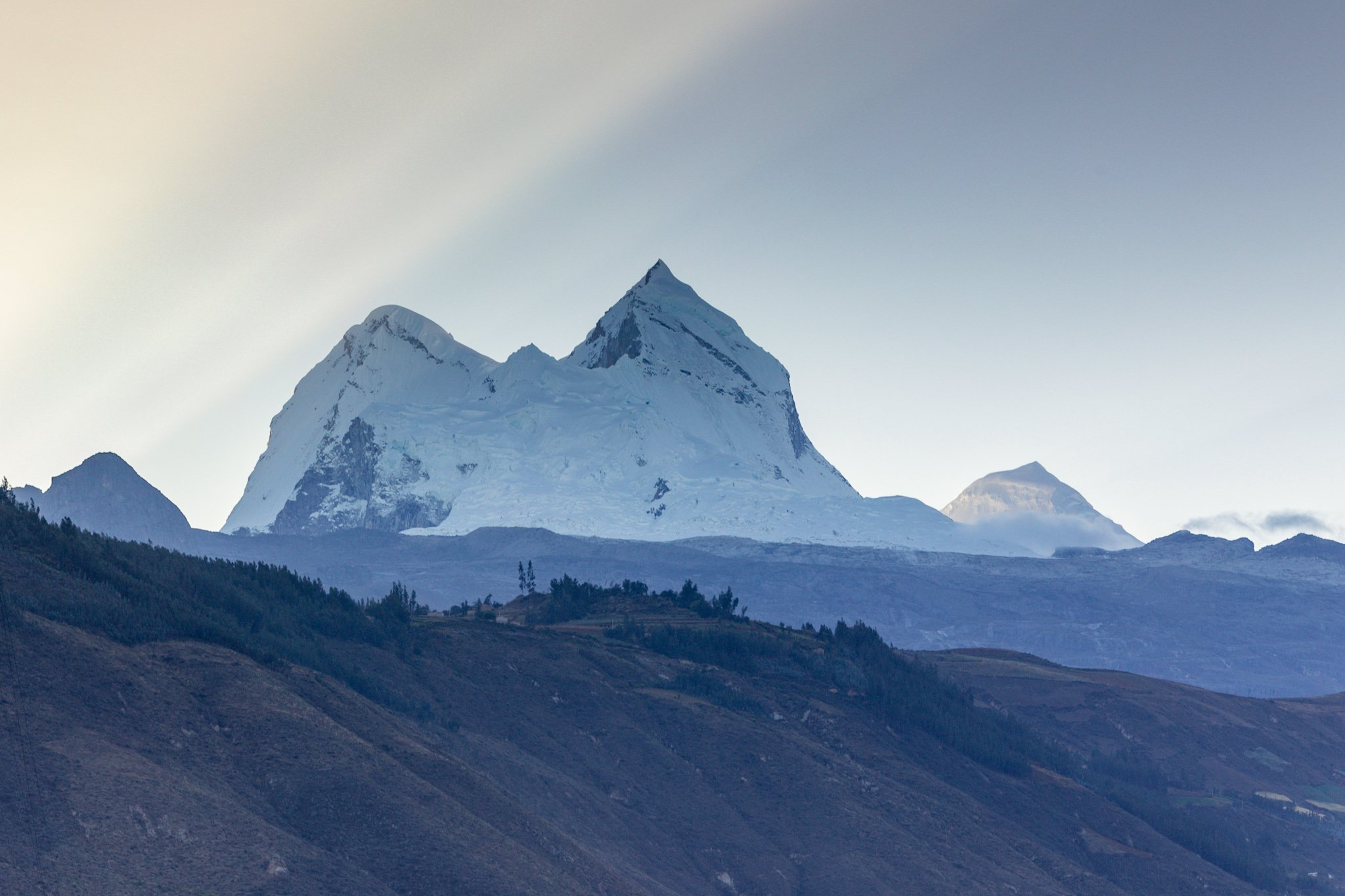
Vue du pic sud du Huandoy

Il organise ainsi quatre expéditions au Huandoy de 1976 à 1979, expéditions auxquelles participent Pierre Cerquetta, Patrick Vetter, Maurice et Didier Faivre, Pierre Perry, Christian Lemrich, Pascal Ottmann, Jean-Claude et Alain Salomon, Xavier Chappaz, André Bertrand, Alain Vagne et son fils Pascal. Ils réalisent les premières ascensions de la face sud et de l'arête sud-ouest du Huandoy.
Ensuite, René Desmaison ouvre dans la cordillère Blanche l'arête est du Chopicalqui avec Xavier Chappaz, Michel Arizzi et Alain Vagne puis la face sud du Chacraraju et la face sud-est du Chopicalqui en 1987 avec Christophe Profit et Sylviane Tavernier,.

## Polémiques
René Desmaison fut impliqué dans de nombreuses querelles et se trouva au centre de plusieurs polémiques, il s'est attiré de nombreuses inimitiés dans les milieux de la montagne. Dans son livre La face Nord de René Desmaison, Philippe Bonhème avance une explication : « Ses coups d'éclat et une attitude trop arrogante froisseront les autochtones, habitués à des rapports plus respectueux de l'ordre établi ». René Desmaison est d'un caractère entier, peu porté au compromis.

### Opération Chabert
En février 1966, il organise avec le journaliste Philippe Réal, une vaste opération médiatique, l'opération Chabert. Il s'agit d'une enquête sur le crash du vol 101 d'Air India survenu dans le massif du Mont Blanc, le 24 janvier précédent. Le 22 février 1966, René Desmaison se fait héliporter sur le versant italien en compagnie du guide Émile Troksiar, de l'ingénieur du son Jean Pontanie, du journaliste Alain Franck et du caméraman Philippe Biessy. Ils enquêtent quelques jours avant de redescendre des pièces d'aviation.

### Sauvetage aux Drus
En 1966, René Desmaison est pris dans une polémique à la suite du sauvetage de deux alpinistes allemands dans la face ouest des Drus. En passant outre aux réserves de la Compagnie des guides de Chamonix à l'égard de son initiative, il réussit avec Gary Hemming à sauver deux alpinistes allemands en difficulté. Il fait un reportage de ce sauvetage qu'il vend à Paris Match. Il est radié de la Compagnie et ne sera réintégré qu'en 2005.
À la suite de cette polémique, René Desmaison, bien que pressenti, n'est pas choisi comme chef de l'expédition de la Fédération française de la montagne en 1971 sur l'arête ouest du Makalu.

### Camping en haut du mont Blanc
En avril 1968, René Desmaison est à nouveau au cœur d’une polémique. Pour la campagne publicitaire de la saison camping du BHV, il installe, avec trois autres grimpeurs, une tente de camping au sommet du mont Blanc, avec, inscrits en grosses lettres sur la toile de tente : BHV 4807 ; l’altitude d'alors de ce sommet. Des chaises et une table sont également dépliées, et un avion passe alors pour effectuer les photos. La campagne publicitaire est un succès, mais certains accusent alors René Desmaison de faire de l’argent en souillant la montagne. Celui-ci s’explique en argumentant que son métier de guide ne lui permettait pas de vivre aisément toute l’année, et qu’il ne trouve rien d’infamant à dresser une tente de camping au sommet du mont Blanc.

### Le drame des Grandes Jorasses
L'épisode le plus douloureux de sa vie est le drame des Grandes Jorasses (1971) lorsque son compagnon Serge Gousseault périt à ses côtés au terme de près de deux semaines passées à batailler sur l'éperon Walker. René Desmaison raconte cette aventure dans le livre 342 heures dans les Grandes Jorasses et il y critique les délais et les moyens mis en place pour lui venir en aide. En effet, les secours n'ont pas bien interprété ses signaux de détresse et il a fallu attendre trois jours pour qu'un hélicoptère se pose près du sommet des Grandes Jorasses : c'est le pilote Alain Frébault, venu de Grenoble aux commandes d'un hélicoptère Alouette III, qui démontre aux secours de la vallée de Chamonix dirigés par Maurice Herzog qu'une intervention héliportée est possible. René Desmaison pense même qu'on n'a pas voulu lui porter secours : « sur son lit d'hôpital, René est persuadé qu'on a voulu le laisser crever, pour lui faire payer le sauvetage des Drus » écrit Philippe Bonhème. Dans la vallée, le bruit avait couru que René Desmaison faisait une opération de survie qui allait lui rapporter gros.
René Desmaison, lui, est critiqué pour n'avoir pas choisi un compagnon suffisamment expérimenté, pour ne pas avoir tenu suffisamment compte pendant l'ascension de la gravité des gelures de Serge Gousseault et ne pas avoir appelé les secours assez tôt. L'adjoint de Maurice Herzog, maire de Chamonix, le guide Gérard Devouassoux qui avait un contentieux avec René Desmaison depuis le sauvetage des Drus, mais qui est allé le chercher dans la paroi, indique même à la télévision « que pendant trois jours, il avait participé avec quatre camarades aux vols des hélicoptères et que jamais pendant ces trois jours, ils n'avaient constaté le moindre signal de détresse ». Pourtant René Desmaison affirme avoir fait les signaux de détresses conventionnels dès son deuxième jour d'immobilité. Maurice Herzog et René Desmaison polémiquent par presse interposée.
La date exacte du décès de Serge Gousseault reste incertaine : René Desmaison déclare juste après son sauvetage, que Serge Gousseault est mort le samedi 20 février, puis il affirme que son décès est survenu le dimanche 21 février et enfin il écrit que la mort de son compagnon survint le lundi 22 février 1971. De la date de ce décès dépendent les éventuelles conséquences qu'a pu avoir le retard des secours sur la survie de Serge Gousseault.
Dans son livre La face Nord de René Desmaison, Philippe Bonhème conclut son analyse de ce drame des Grandes Jorasses en estimant qu'il a été « placé sous le sceau d'un double aveuglement : celui de René, qui a nié la gravité des gelures de son compagnon, et celui des sauveteurs leurrés par la réputation de surhomme de René et son art de la mise en scène ».

## Hommages

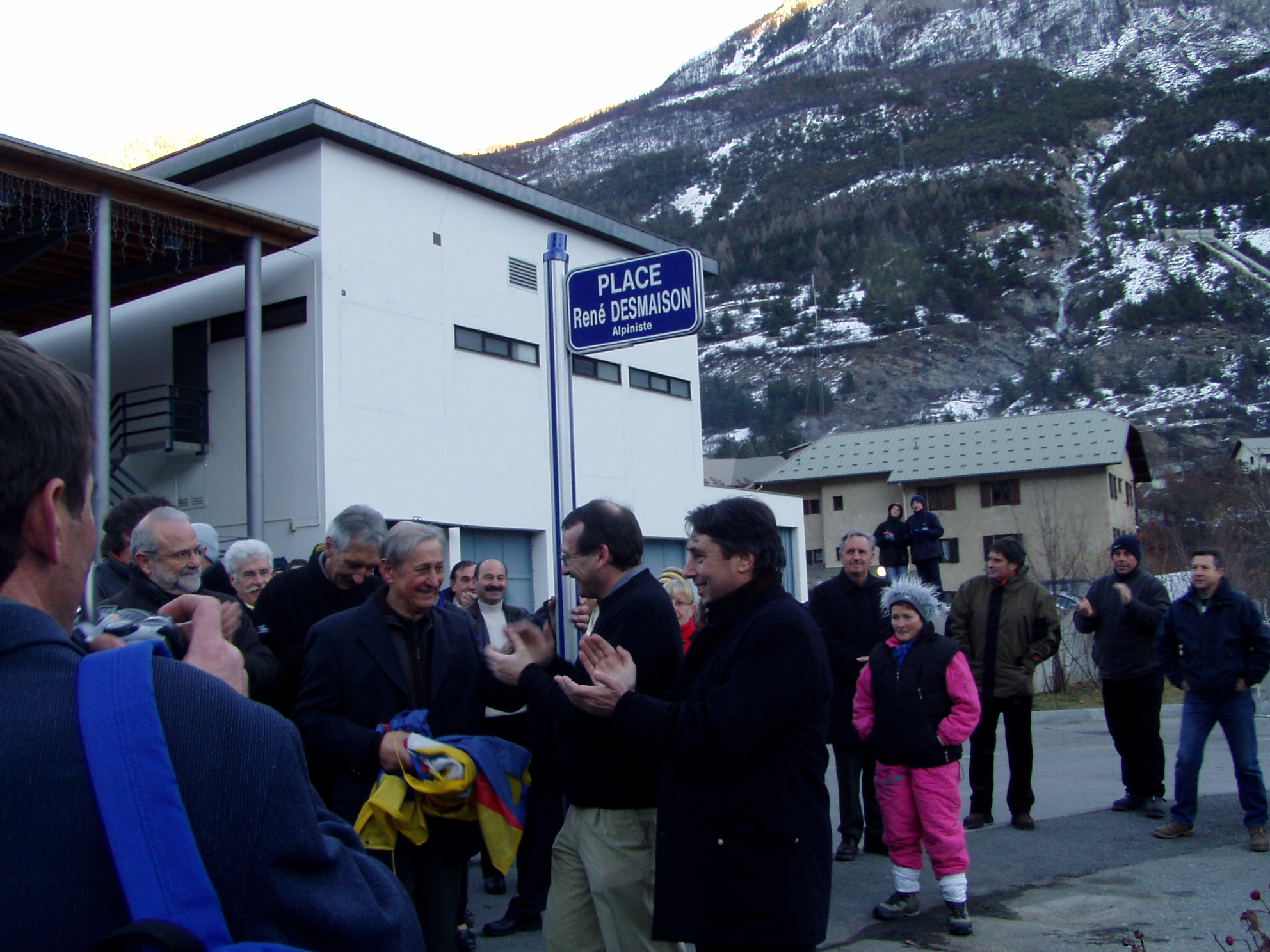
René Desmaison inaugurant la place qui porte son nom à L'Argentière-la-Bessée.

Une sculpture à l'effigie de Desmaison a été inaugurée le 1er août 2008 à SuperDévoluy. Cette œuvre de Livio Benedetti fait face au pic de Bure.
René Desmaison a inauguré de son vivant le 8 janvier 2005 à L'Argentière-la-Bessée une place à son nom et la ville lui rend hommage avec un prix littéraire René-Desmaison à l'occasion de son festival du livre début août.
Le nom de René Desmaison a également été donné en France à une rue de Liévin dans le Pas-de-Calais et de La Roche-sur-Yon en Vendée, ainsi qu'à une école maternelle à Bergerac en Dordogne.

## Œuvres
- La montagne à mains nues, Paris, Flammarion, 1971. 302 p.
- René Desmaison, 342 heures dans les Grandes Jorasses, Paris, Flammarion, L'aventure Vécue, 1973 (réimpr. 1977 Flammarion, L'aventure Vécue  (ISBN 2080606344). 2002 Hoëbeke), 199 p. (ISBN 2-84230-142-0)
- Protégeons la montagne, Paris, Nathan, 1978.
- René Desmaison, Professionnel du vide, Paris, Arthaud, 1979, 232 p. (ISBN 2-7003-0288-5)
- René Desmaison, Les Andes vertigineuses, Paris, Flammarion, 1983, 254 p. (ISBN 2-08-200449-X)
- René Desmaison, Au royaume des montagnes, Le Pontet, A. Barthélemy, 1992, 134 p. (ISBN 2-87923-001-2)
- René Desmaison, Pérou Équateur : du Pacifique à la cordillère des andes, Avignon, A. Barthélemy, 1994, 153 p. (ISBN 2-87923-038-1)
- René Desmaison, Les grimpeurs de muraille, roman, Paris, Hoëbeke, 2000, 292 p. (ISBN 2-84230-101-3)
- René Desmaison, Les forces de la montagne : mémoires, Paris, Hoëbeke, 2005, 380 p., 380 p.-[16] p. de pl., 24 cm (ISBN 2-84230-229-X) - Prix de l'Alpe
- René Desmaison, Le jaguar de cristal : roman, Pontarlier, Belvédère, 2012, 250 p. (ISBN 978-2-88419-232-3)